# Ismo Falck
Ismo Falck (född 22 augusti 1966) är en finländsk idrottare som tog silver i bågskytte vid olympiska sommarspelen 1992 i Barcelona.